# Pterocarpus rotundifolius
Pterocarpus rotundifolius är en ärtväxtart som först beskrevs av Otto Wilhelm Sonder, och fick sitt nu gällande namn av George Claridge Druce. Pterocarpus rotundifolius ingår i släktet Pterocarpus och familjen ärtväxter.

## Underarter
Arten delas in i följande underarter:
- P. r. polyanthus
- P. r. rotundifolius

## Bildgalleri

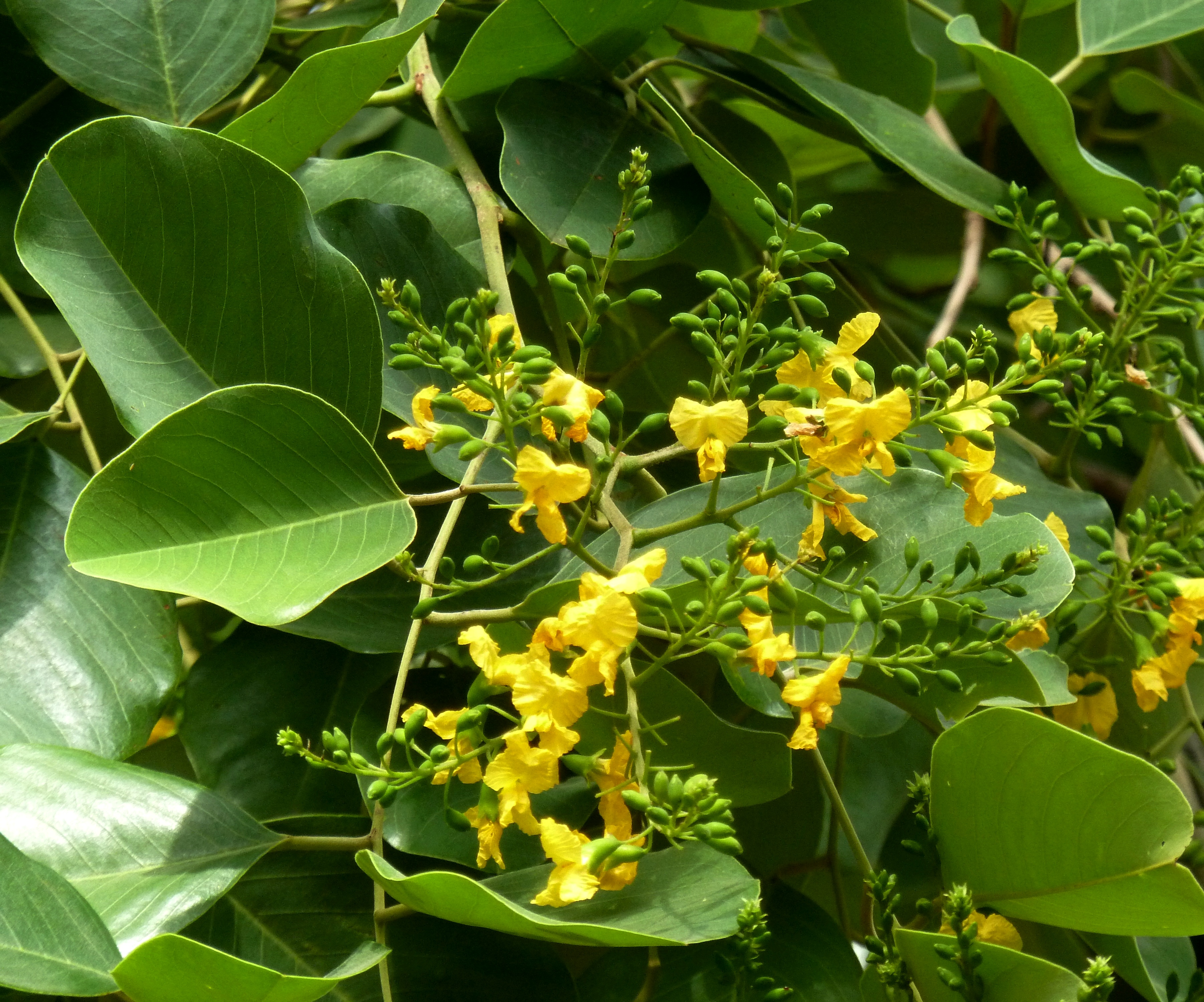
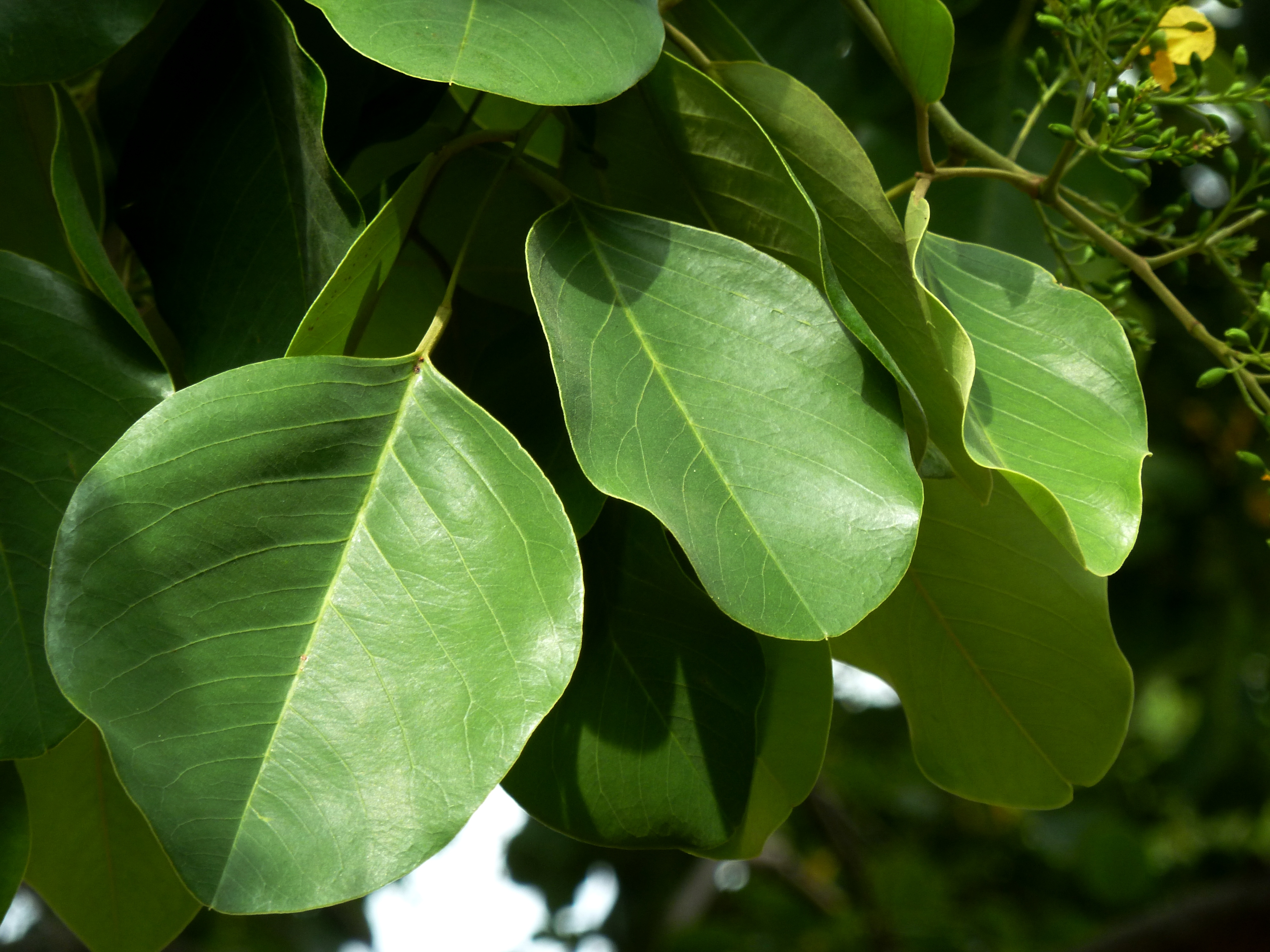